# Badukiella prohibita
Badukiella prohibita là một loài Trichoptera trong họ Limnephilidae. Chúng phân bố ở miền Cổ bắc.